# Pattes d'eph et col roulé
Pattes d'eph et col roulé est une bande dessinée de Fred Neidhardt publiée aux éditions Delcourt, dans la collection Shampooing dirigée par Lewis Trondheim, qui reprend les planches publiés dans le FleurBlog de Fred Neidhart. Elle paraît le 4 juin 2008.

Dans ce livre, l'auteur raconte son enfance et sa jeunesse à travers de courtes histoires humoristiques baignant dans l'ambiance des années 1970.